# Anumeta parvimacula
Anumeta parvimacula är en fjärilsart som beskrevs av Rothschild 1920. Anumeta parvimacula ingår i släktet Anumeta och familjen nattflyn. Inga underarter finns listade i Catalogue of Life.